# Ana Lucía Domínguez
Ana Lucía Domínguez Tobón (Bogotà, 2 dicembre 1983) è un'attrice colombiana, interprete di telenovelas.

## Filmografia parziale
- De pies a cabeza (1993)
- Conjunto cerrado (1996)
- Hermosa niña (1998)
- El fiscal (1999)
- Amor Discos (2000)
- Se armó la gorda (2000)
- El informante en el país de las mercancías (2001)
- Gata Salvaje (2002-2003)
- Pasión de Gavilanes (2003-2004)
- Te voy a enseñar a querer (2004)
- El engaño (2006)
- Amores cruzados (2006)
- Madre Luna (2007)
- El fantasma del Gran Hotel (2009)
- Perro amor (2010)
- La traicionera (2011-2012)
- Las Bandidas (2013)
- Señora Acero (2015-)
- Pálpito (2022-)